# داراب (إيوان)
داراب (بالفارسية: داراب) هي قرية تقع في Sarab Rural District في إيران. يقدر عدد سكانها بـ 349 نسمة بحسب إحصاء 2016.